# Liste des vicomtes de Narbonne
Ceci est une liste des vicomtes ayant gouverné Narbonne.

## Les vicomtes de l'ère carolingienne
| Nom                                 | Règne                         | Règne                         | Conjoints                                            | Notes |
| ----------------------------------- | ----------------------------- | ----------------------------- | ---------------------------------------------------- | --- |
| Nom                                 | Début                         | Fin                           | Conjoints                                            | Notes |
| Leudovinus / Lindoin                | attesté en 878                | attesté en 878                | Arsinde                                              | Révolté et destitué en 878. |
| Albéric / Aubry                     | attesté vers 885-886          | attesté vers 885-886          | Inconnue                                             | Vers 885-886, une sentence d'excommunication envers l'évêque de Nîmes est notifiée par le pape à l'archevêque de Narbonne, « ainsi qu'au comte Richard » (sic) et « au vicomte de ce dernier Albéric ». Guillaume Besse identifiait en 1660 le comte en question à Richard le Justicier, duc de Bourgogne, mais puisque le marquis de Gothie dont l'autorité est reconnue à Narbonne depuis au moins 880-881 est alors Bernard Plantevelue, Jean-Pierre Poly, suivi par Jacqueline Caille, proposent de substituer le nom Bernard à Richard. |
| Maïeul / Mayeul † avant 15 juin 911 | vers 900-avant le 15 juin 911 | vers 900-avant le 15 juin 911 | Raimonde † avant 15 juin 911                         | Connu uniquement de façon posthume par une donation du 15 juin 911 de l'archevêque Arnuste de Narbonne qui mentionne un alleu acquis par le prélat « des enfants du vicomte Maïeul et de l'épouse de celui-ci », soit Walcharius et son frère, Albéric, vicomte. |
| Albéric II / Aubry II               | avant 15 juin 911             | vers 918-919                  | Etolane / Tolosane fille de Raculf, vicomte de Mâcon | Il quitte Narbonne pour le Mâconnais, contrôlé par les Guilhelmides, après la cession vers 918 par ceux-ci du marquisat de Gothie, dont relevait Narbonne, au comte de Toulouse. Il épouse la fille du vicomte de Mâcon et devient par la suite comte de Mâcon. |

## Maison héréditaire de Narbonne
| Odon / Eudes | attesté en 919 ou 924            | Richilde de Barcelone (ca) att. 919/924 - 1er mai 955 † av. 13 mai 962 fille de Guifred II Borrel, comte de Barcelone | Fils d'un dénommé Francon, vicomte (dont aucun acte ne prouve qu'il a été vicomte de Narbonne) et d'Ersinde. Apparenté aux comtes d'Ampuries. Nommé vicomte de Narbonne par les comtes de Toulouse. |
| Volverade | attesté en 920-921 ou 925-926    | Inconnue | Frère présumé du vicomte Odon. |
| Matfred († entre août 966 et 969) | attesté de 952 à 966             | Adélaïde att. 10 nov. 952-1er avril 990,                                                                              | Fils très probable du vicomte Eudes et de Richilde de Barcelone. Père d'Ermengaud, archevêque de Narbonne |
| Raymond Ier († entre 1017/1019 et 1023) | avant 977 - entre 1017/9 et 1023 | Richarde att. 29 mars 990-7 juin 1033 † av. 17 mars 1044                                                              | Fils du vicomte Matfred et d’Adélaïde |
| Bérenger († 1067) | avant 1023 - 1067                | Garsinde de Besalú fille de Bernard Taillefer, comte de Besalú                                                        | Fils du vicomte Raymond Ier et de Richarde. |
| Raymond II (avec son frère Bernard) | vers 1067                        | Inconnue | Fils aîné du vicomte Bérenger et de Garsinde de Besalú. Il devient vicomte de Narbonne avec son frère Bernard, mais il est chassé de sa part de la vicomté par son frère. |
| Bernard (d'abord avec son frère Raymond II, puis seul) († avant 1071) | vers 1067-avant 1071             | Foy | Fils puîné du vicomte Bérenger et de Garsinde de Besalú. Il devient vicomte de Narbonne avec son frère Raymond, mais le chasse de sa part de la vicomté. |
| Pierre (avec son neveu Aymeri) († après 1090) | attesté 1080                     | Aucune | Fils puiné du vicomte Bérenger et de Garsinde de Besalú. Évêque de Rodez (avant 1053-1079), puis archevêque (contesté) de Narbonne (1079-v. 1086). Assure la tutelle de son neveu Aymeri et prend le titre de vicomte en 1080.                                                                          |
| Aymeri Ier (d'abord avec son oncle Pierre) († 1105) | att. 1071-1105                   | Mahaut de Pouille † ca 1111/1112 fille de Robert Guiscard, duc de Pouille et Calabre                                  | Fils aîné du vicomte Bernard. Succède à son père sous la tutelle de son oncle Pierre. Père de Bérenger, archevêque de Narbonne |
| Aymeri II († 17 juillet 1134) | 1105-1134                        | (1) Ermengarde de Servian (2) Ermessinde                                                                              | Fils aîné du vicomte Aymeri Ier et de Mahaut de Pouille. |
| En 1139 au plus tard, Alphonse Jourdain, comte de Toulouse met la main sur la vicomté de Narbonne pendant la minorité de l'héritière. Une coalition de seigneurs méridionaux force en 1143 le comte à restituer la vicomté à Ermengarde. |                                  | | |
| Ermengarde († 1196 ou 1197) | 1134-1192/3                      | Bernard d'Anduze | Fille aînée du vicomte Aymeri II et d'Ermengarde de Servian. Dépourvue d'enfants, elle désigne d'abord comme héritier (v. 1167) son neveu Aymeri, fils de sa sœur Ermessinde et de Manrique de Lara, puis après sa mort, son autre neveu Pedro Manrique de Lara, qui la chasse du pouvoir en 1192-1193. |

## Maison de Lara
À la fin de l'année 1192, Pierre de Lara, fils de la demi-sœur d'Ermengarde, chasse sa tante du pouvoir.
| Nom                                     | Règne     | Conjoints                                                                                     | Notes | Portrait                                                      |
| --------------------------------------- | --------- | --------------------------------------------------------------------------------------------- | --- | ------------------------------------------------------------- |
| Pedro Manrique de Lara († janvier 1202) | 1192-1202 | (1) Sancha de Navarre (2) Marguerite (3) Mafalda                                              | Fils de Manrique de Lara, seigneur de Molina et d'Ermessinde de Narbonne. Désigné comme héritier par sa tante la vicomtesse Ermengarde à compter de 1179. En 1192, il s'empare par la force du pouvoir à Narbonne et force Ermengarde à l'exil. |                                                               |
| Aymeri III († 1er février 1239)         | 1202-1239 | (1) Guillema de Castellvell (2) Marguerite de Marly,                                          | Fils de Pedro Manrique de Lara et de Sancha de Navarre. |                                                               |
| Amalric Ier († décembre 1270)           | 1239-1270 | (1) Philippa d'Anduze                                                                         | Fils d'Aymeri III et de Marguerite de Marly. |                                                               |
| Aymeri IV († octobre 1298)              | 1270-1298 | (1) Sibylle de Foix (fille de Roger IV de Foix)                                               | Fils aîné d'Amalric Ier et de Philippa d'Anduze. |                                                               |
| Amalric II († 19 juin 1328)             | 1298-1328 | (1) Jeanne de l'Isle-Jourdain                                                                 | Fils aîné d'Aymeri IV et de Sibylle de Foix. Capitaine en Italie en 1289 pour les troupes guelfes de Florence. Vainqueur à la bataille de Campaldino,.                                                                                          |                                                               |
| Aymeri V († juin 1336)                  | 1328-1336 | (1) Catherine de Poitiers, (2) Tiburge de Puisserguier                                        | Fils aîné d'Amalric II et de Jeanne de l'Isle-Jourdain. |                                                               |
| Amalric III († 28 février 1341)         | 1336-1341 | (1) Briande d'Aix (2) Marie de Canet                                                          | Fils aîné d'Aymeri V et de Catherine de Poitiers. Ambassadeur du roi Jacques III de Majorque auprès du sultan du Maroc. |                                                               |
| Aymeri VI (v. 1328 - 1388)              | 1341-1388 | (1) Béatrice de Sully (2) Yolande de Genève (3) Béatrice d'Arborée (4) Guillema de Vilademany | Fils d'Aymeri V et de Tiburge de Son, dame de Puisserguier, succède à son demi-frère Amalric III sous la tutelle de sa mère. Amiral de France de 1369 à 1373.                                                                                   | Portrait rétrospectif d'Aymeri VI de Narbonne (XVIIIe siècle) |
| Guillaume Ier († 1397)                  | 1388-1397 | (1) Guérine de Beaufort                                                                       | Fils d'Aymeri VI et de Béatrice d'Arborée. |                                                               |
| Guillaume II († 17 août 1424)           | 1397-1424 | (1) Marguerite d'Armagnac                                                                     | Fils de Guillaume Ier et de Guérine de Beaufort, remariée à Guillaume de Tinières, seigneur de Mardogne. Sans postérité, le vicomte lègue la vicomté à son demi-frère Pierre, né de la seconde union de sa mère.                                |                                                               |

## Maison de Tinières
En 1424, le vicomte Guillaume II, sans descendance, lègue sa vicomté à son demi-frère, né du second mariage de sa mère, Pierre de Tinières. Avec l'avènement des Tinières, les vicomtes cessent de résider à Narbonne.
| Nom                                | Règne     | Conjoints     | Notes |
| ---------------------------------- | --------- | ------------- | --- |
| Guillaume III (Pierre de Tinières) | 1424-1447 | Anne d'Apchon | Fils de Guillaume de Tinières, seigneur de Mardoigne et de Guérine de Beaufort, veuve de Guillaume Ier de Narbonne. Il hérite de la vicomté de Narbonne de son frère utérin Guillaume II, à condition d'adopter les armes de celui-ci et le nom dynastique de Guillaume. Il vend la vicomté à Gaston IV de Foix en 1447. |

## Maison de Foix
En 1447, les Tinières vendent la vicomté de Narbonne à Gaston IV, comte de Foix. Pour la maison de Foix, la vicomté narbonnaise n'est plus qu'une possession secondaire et la famille n'y réside pas. Gaston IV cède la vicomté à son fils cadet. Celui-ci, Jean de Foix, précise en 1500 dans son testament que la vicomté de Narbonne doit être utilisée pour liquider ses dettes.
Selon le compoix de 1499, le vicomte ne possède plus alors à Narbonne qu'une maison et moins de cinq hectares de terre.
| Nom                                                             | Règne     | Conjoints                                                                  | Notes | Portrait                                                        |
| --------------------------------------------------------------- | --------- | -------------------------------------------------------------------------- | --- | --------------------------------------------------------------- |
| Gaston IV de Foix-Béarn († 1472)                                | 1447-1468 | Éléonore de Navarre 2 février 1425-12 février 1479 reine de Navarre (1479) | Comte de Foix sous le nom de Gaston IV. Il achète la vicomté de Narbonne en 1447 et la cède en 1468 à son fils cadet, Jean.                                                      | Sceau de Gaston IV, comte de Foix                               |
| Jean de Foix (1450-1500)                                        | 1468-1500 | Marie d'Orléans 1457-1493 sœur de Louis XII                                | Fils puîné de Gaston IV de Foix et d'Éléonore de Navarre. Son père lui cède la vicomté de Narbonne de son vivant, en 1468. Il reçoit du roi Louis XI le comté d'Étampes en 1478. |                                                                 |
| Gaston de Foix, duc de Nemours (10 décembre 1489-11 avril 1512) | 1500-1507 | Sans alliance                                                              | Fils de Jean et de Marie d'Orléans. Il échange en 1507 avec son oncle Louis XII la vicomté de Narbonne contre le duché de Nemours.                                               | Monument funéraire de Gaston de Foix, Castello Sforzesco, Milan |